# ینیجه (یولاخ)
ینیجه (به لاتین: Yenicə) منطقه‌ای مسکونی در جمهوری آذربایجان است که در شهرستان یولاخ واقع شده است.